# 1997 JE10
1997 JE10 är en asteroid i huvudbältet som upptäcktes den 9 maj 1997 av den japanska amatörastronomen Fumiaki Uto vid Kashihara-observatoriet.
Den tillhör asteroidgruppen Eos.